# Asking Alexandria
Asking Alexandria — британський рок-гурт, з міста Йорк, графство Північний Йоркшир, до складу якого входять гітаристи Бен Брюс і Кемерон Лідделл, барабанщик Джеймс Касселлс, вокаліст Денні Ворсноп і басист Сем Беттлі. Перший склад сформований Беном Брюсом у 2006 році та з яким гурт офіційно оформився як шість учасників у 2008 році складався з Брюса, Ворснопа, Касселса, Лідделла, Джо Ланкастера та Райана Біннса. Після виходу з гурту Ланкастера і Біннса, а також найму басиста Сема Беттлі у 2009 році, гурт випустив дебютний альбом Stand Up and Scream (2009). Гурт випустив два студійні альбоми Reckless & Relentless (2011) і From Death to Destiny (2013), перш ніж Ворсноп покинув гурт у січні 2015 року. Його замінив Денис Шафоростов, і гурт випустив альбом The Black (2016). Шафоростов покинув гурт у жовтні того ж року, а Ворсноп згодом повернувся до колективу. Наприкінці 2017 року гурт випустив свій однойменний п'ятий альбом, який став помітним стилістичним відходом від попередніх робіт. Шостий студійний альбом, Like a House on Fire, який вийшов 15 травня 2020 року, продемонстрував послідовність гурту, який ще більше відійшов від попередніх робіт в прямолінійніше та мелодійніше хард-рок звучання, а також зміщення в різні жанри. Його продовження і сьомий студійний альбом, See What's on the Inside, вийшов 1 жовтня 2021 року. Восьмий студійний альбом Where Do We Go from Here? вийшов 25 серпня 2023 року.

## Історія
Гурт був заснований в 2006 році в Дубаї гітаристом Беном Брюсом.
У серпні 2006 вони підписали угоду з лейблом Sonicwave International, а до січня 2007 — з лейблом Hangmans Joke. Незабаром після цього гурт випускає повний альбом під назвою «The Irony of Your Perfection», який приніс їм популярність в Європі.
Однак гурт незабаром розпався, так і не відігравши жодного концерту за межами Дубая.
У 2008 році Бен Брюс повернувся в рідну Англію, але це не означало його бажання покласти гітару на полицю. Незабаром гурт починає грати знову, з оновленою командою, але старою назвою. Це вже зовсім інший гурт, і єдине, що їх пов'язує — Бен Брюс.
З моменту заснування нової Asking Alexandria у складі відбулися деякі зміни, так в 2008 році її покинув клавішник Р. Бінн0, а в 2009 басист Д. Ланкастер був замінений на Сема Беттлі.
У червні 2009 Asking Alexandria випускає свій дебютний альбом під назвою «Stand Up and Scream» і відразу ж підписує контракт з «Sumerian Records». Альбом приносить їм шалену популярність, хлопці їздять в тур Америкою з Alesana, Enter Shikari, Evergreen Terrace та іншими схожими гуртами. Так, у грудні 2009 року у Asking Alexandria виходить кліп на пісню «The Final Episode».
2010 року був записаний кавер на пісню Akon — Right Now, який входить до збірки «Punk Goes Pop 3». Також вийшов кліп на пісню «If You Can't Ride Two Horses at Once… You Should Get Out of the Circus». У грудні цього ж року вийшов кліп на пісню «A Prophecy».
Їхній другий студійний альбом «The Reckless and Relentless» вийшов 5 квітня 2011 року .
У тому ж 2011-му виходять кліпи на пісні «Closure», «Not The American Average» і «To The Stage», (який незабаром став другим кліпом в міні-фільмі «Through Sin + Self-Destruction»).
У 2012 році вийшов відеоматеріал, де Денні Ворсноп, Бен Брюс і Кемерон Лідделл виконали акустичну версію пісні «Someone, Somewhere». 15 травня 2012 року вийшов міні-фільм «Through Sin + Self-Destruction». У липні цього року виходить кліп на пісню «Breathless». 8 серпня 2012 року гурт презентував сингл «Run Free» зі свого майбутнього альбому.У Денні Ворснопа змінився голос ще в 2011 році, його гроул не був таким ідеальним як в 2009 році і навіть в 2010. 
22 січня 2015 тодішній вокаліст Денні Ворсноп оголосив про свій вихід з Asking Alexandria, вирішивши зосередитись на своєму новому гурті We Are Harlot, заявивши що заміна вже знайдена.
27 травня 2015 був оголошений новий вокаліст — українець Денис Шафоростов, колишній гітарист і вокаліст гуртів Down & Dirty і Make Me Famous. Так само був представлений перший сингл — «I Won't Give In».
Влітку 2015 року гурт перебував в турі по США, і 24 вересня вийшов відеокліп на «I Won't Give In», що складається з бекстейдж і концертів гурту у Vans Warped Tour. 26 вересня був представлений другий сингл - «Undivided». Наприкінці жовтня гурт дав концерти в Києві. 23 грудня була представлена обкладинка і назва нового альбому — The Black. 1 лютого вийшов відеокліп на пісню «The Black». 3 березня відбувся реліз нового треку — «Let it Sleep». Світова прем'єра нового треку Asking Alexandria — Here I Am відбулася 8 березня на інтернет-радіо SiriusXM і Octane в 6AM EST.
21 жовтня 2016 року, за 4 дні до початку «10 Years In Black» хедлайн-туру, стало відомо, що Денні Ворсноп повернувся у гурт. Інформація була підтверджена Беном Брюсом, що опублікували 8-хвилинне відеозвернення на офіційній Facebook сторінці Asking Alexandria. За його словами, причиною такого несподіваного повороту подій стало одностороннє припинення Денисом Шафоростова всіх контактів з гуртом протягом двох місяців. Приблизно в той же час учасникам вдалося налагодити відносини з Денні, який пізніше погодився знову увійти до її складу. Сам же Ворсноп підтвердив слова Бена Брюса на наступний день і закликав слухачів купувати квитки на заплановані до весни 2017 року концерти Asking Alexandria в США, Канаді і Європі.
25 жовтня 2016 року в Сіетлі відбувся перший концерт гурту після возз'єднання з Денні Ворснопом. Сетліст на вечір включав в себе 12 пісень з перших трьох альбомів, включаючи які раніше не виконувалися в живу пісню "The Road". Також, гурт в повному складі відвідав меморіал Курта Кобейна в Абердині для знімання відеокліпу на пісню "Vultures", написану під час роботи над From Death To Destiny і обрану учасниками як перший сингл з майбутнього п'ятого студійного альбому, який буде записаний за участю Меттью Гуда (From First To Last) в ролі продюсера.

### 2021–2023:See What's on the Inside
7 червня 2021 року гурт оголосив, що підписав контракт з лейблом Better Noise Music. 20 серпня гурт несподівано випустив новий сингл «Alone Again» зі свого сьомого студійного альбому See What's on the Inside, реліз якого відбувся 1 жовтня 2021 року. Тоді ж гурт показав обкладинку альбому та трек-лист. Гітарист Бен Брюс прокоментував трек: «„Alone Again“ та решта цього альбому — це результат того, що ми возз'єдналися і знову полюбили те, заради чого ми створили цей гурт в першу чергу. Ніяких надмірностей або дешевих трюків, просто ми вп'ятьох граємо на наших інструментах так сильно і голосно, як тільки можемо!».
31 серпня гурт представив кліп на пісню «Alone Again». 23 вересня, за тиждень до релізу альбому, гурт у своїх соціальних мережах виклав тизер пісні «Faded Out», яка стала доступна 1 жовтня. Для просування альбому гурт також оголосив, що підтримає перенесений тур гурту A Day to Remember «The Re-Entry Tour» разом із Point North у вересні 2021 року. 27 вересня гурт оголосив, що стане хедлайнером європейського/британського туру 2022 року на підтримку альбому. 1 жовтня, на честь виходу альбому, гурт дебютував з відеокліпом на пісню «Never Gonna Learn». 21 січня 2022 року вийшов мініальбом Never Gonna Learn, що містив дві пісні з альбому See What's on the Inside і дві нові пісні, включаючи «New Devil», у записі якої взяла участь Марія Брінк з гурту In This Moment. 20 травня 2022 року гурт випустив нову версію ще однієї пісні з See What's on the Inside, «Faded Out», за участю Шарон ден Адель з Within Temptation (записаної як назва гурту). Планується, що ця нова версія увійде до саундтреку майбутнього фільму «The Retaliators».

### 2023 — дотепер:Where Do We Go from Here?та вихід Брюса
29 квітня 2023 року Asking Alexandria випустили відео-тизер на нову пісню «Dark Void», яка вийшла 12 травня. Того ж дня гурт офіційно представив сингл і відповідне відео. 12 червня вони оголосили, що їхній майбутній восьмий студійний альбом буде називатися Where Do We Go From Here?.
16 червня відбулася прем'єра двох синглів «Psycho» і «Bad Blood», а також відеокліпу на «Psycho». 7 липня гурт офіційно оголосив, що альбом вийде 25 серпня 2023 року, одночасно опублікувавши обкладинку і трек-лист альбому. 25 серпня 2023 року, одночасно з релізом альбому, вийшов кліп на «Let Go».
19 січня 2024 року Бен Брюс оголосив в Instagram, що покидає Asking Alexandria через бажання проводити більше часу зі своєю сім'єю. З виходом Брюса в гурті не залишилося жодного початкового учасника.

## Учасники

Asking Alexandria під час виступу на Rock am Ring у 2018 році
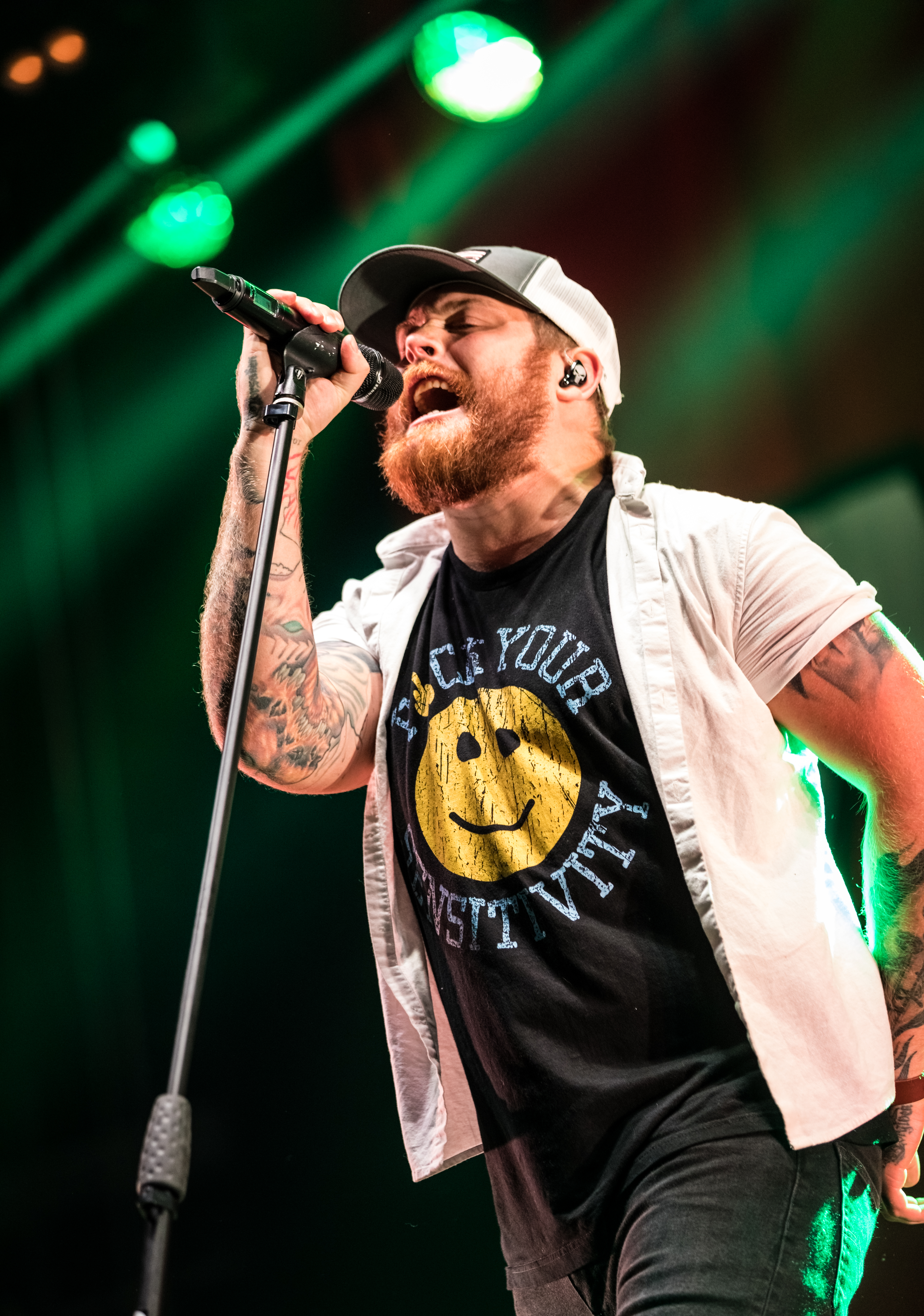
Вокаліст Денні Ворсноп
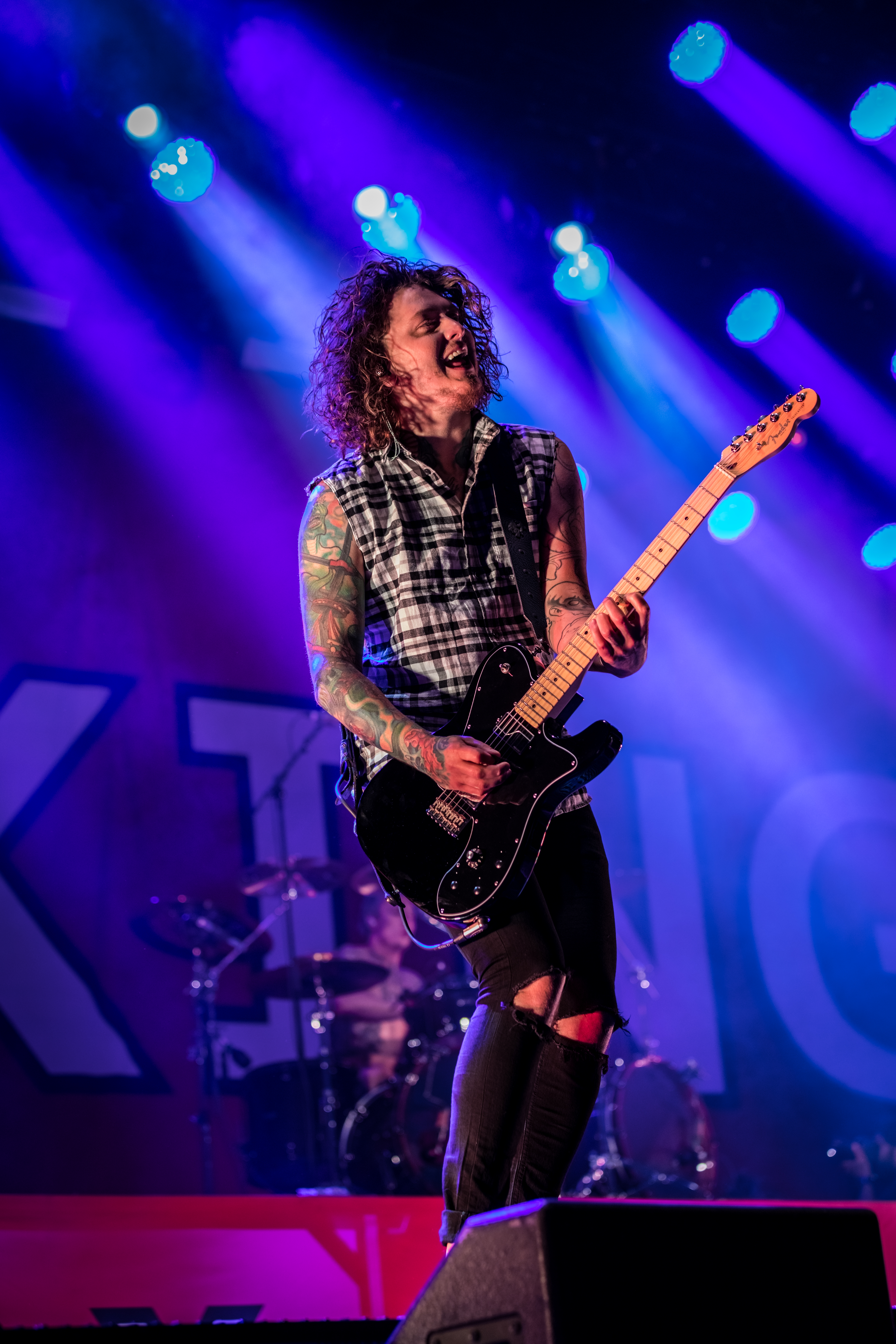
Соло-гітарист Бен Брюс
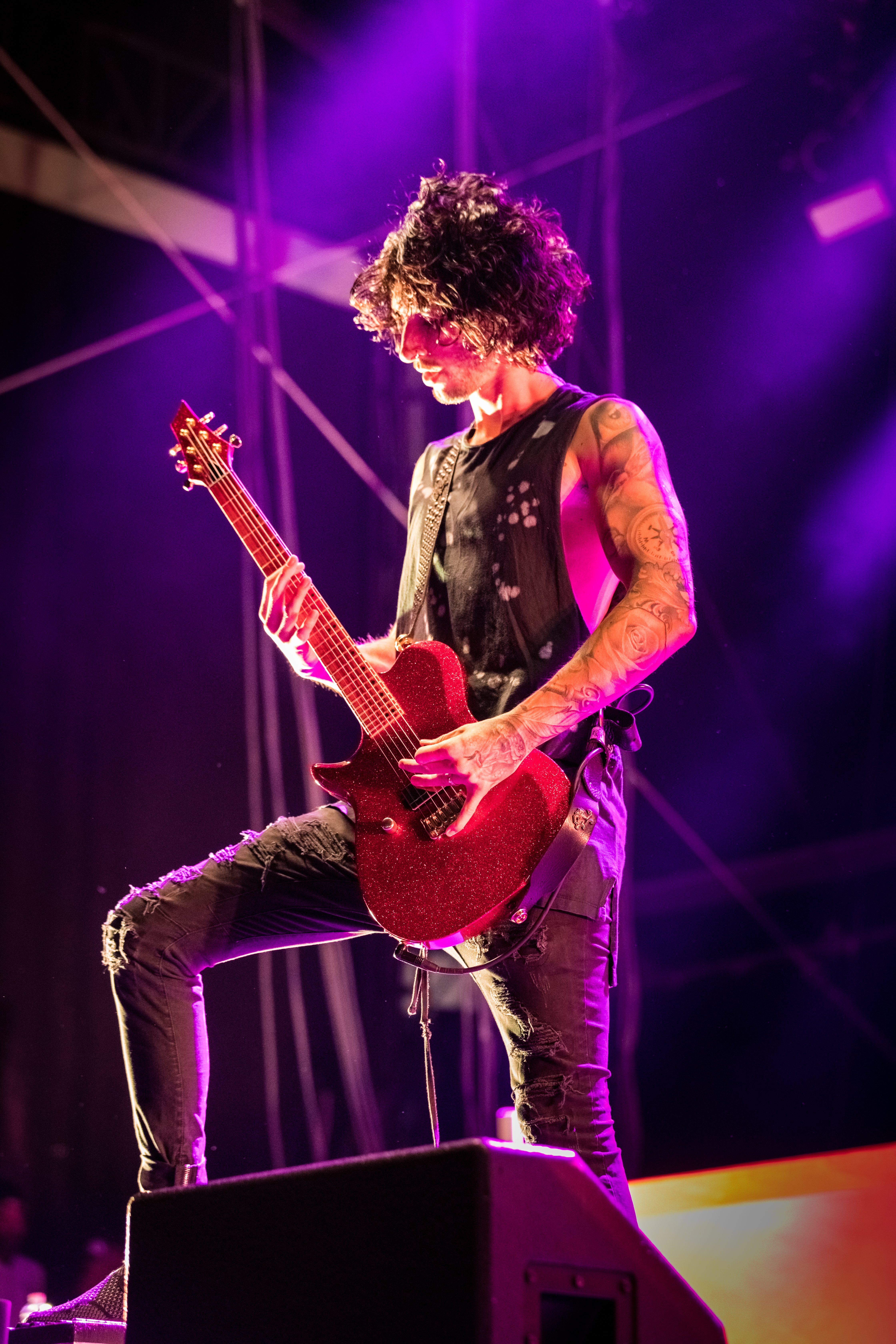
Ритм-гітарист Кемерон Лідделл
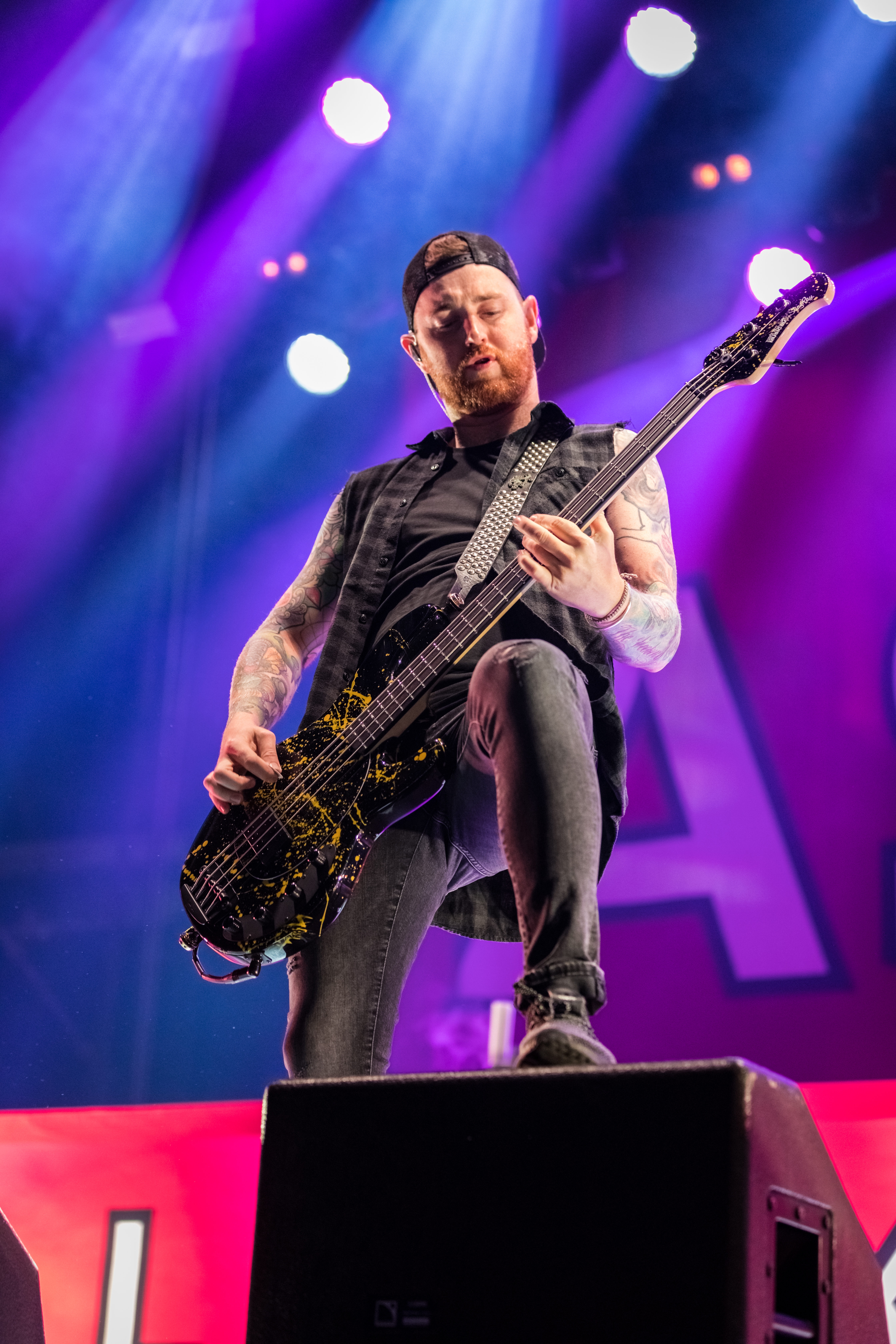
Басист Сем Беттлі
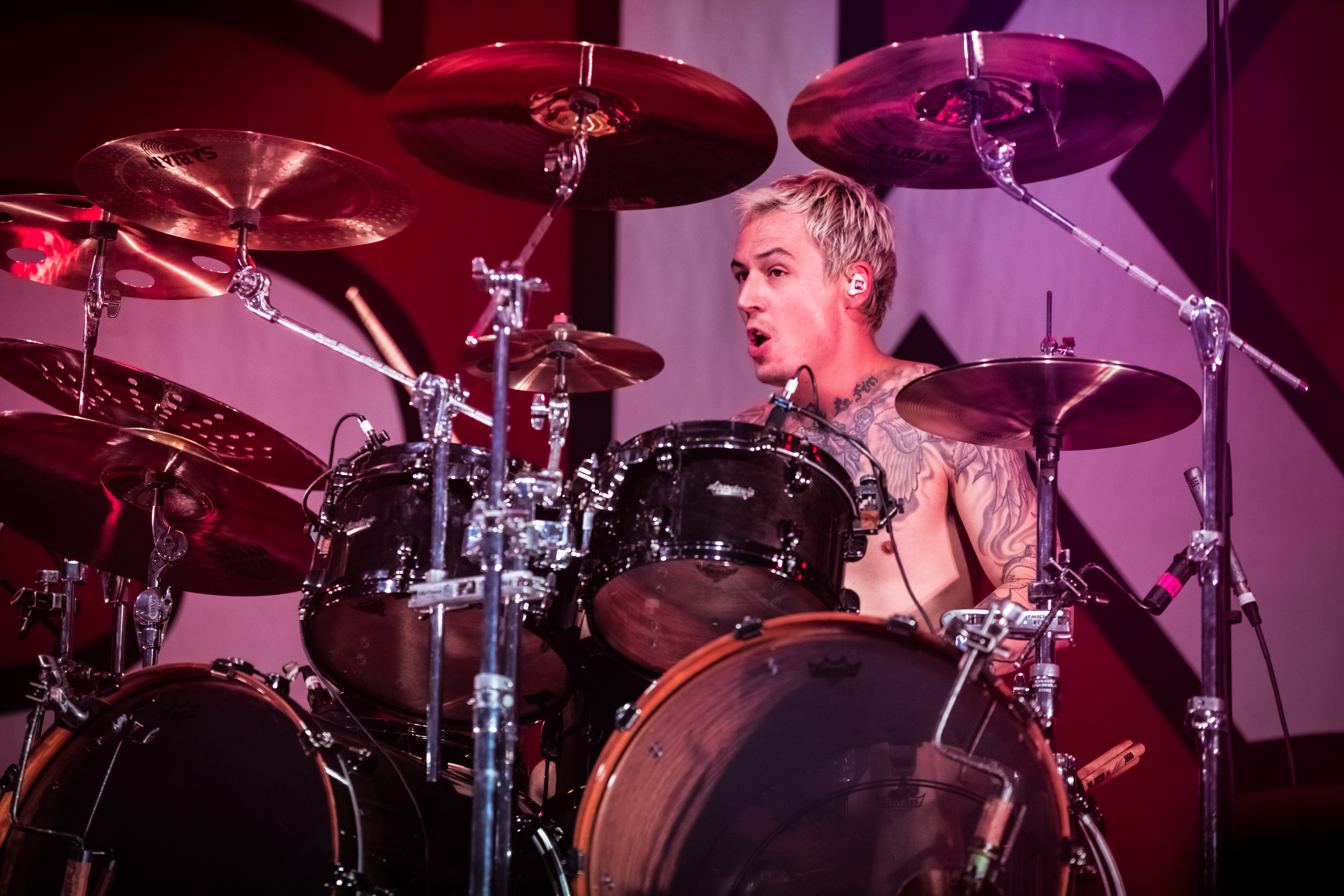
Ударник Джеймс Касселлс

| Поточний склад - Джеймс Касселлс – ударні (2008 — дотепер) - Кемерон Лідделл – ритм-гітара (2008 — дотепер), соло-гітара (2024 — дотепер) - Сем Беттлі – бас-гітара (2009 — дотепер) - Денні Ворсноп – головний вокаліст (2008–2015, 2016 — дотепер); додаткова гітара (2012–2015, 2016 — дотепер); клавішні, програмування (2008–2012) Поточні гастрольні музиканти - Пол Бартоломе – гітари, бек-вокал (2023–н.ч.) | Колишні учасники - Раян Біннз – клавішні, програмування (2008) - Джо Ланкастер – бас-гітара (2008–2009) - Денис Шафоростов – головний вокаліст (2015–2016) - Бен Брюс – соло-гітара, бек-вокал (2006–2024); клавішні, програмування (2006–2012) - Лукас Браун – бас-гітара (2006–2008) - Хітеш Ґанді – ударні (2006–2008) |

Шкала часу

## Дискографія
Студійні альбоми
| Рік  | Альбом                    |
| ---- | ------------------------- |
| 2009 | Stand Up and Scream       |
| 2011 | Reckless & Relentless     |
| 2013 | From Death to Destiny     |
| 2016 | The Black                 |
| 2017 | Asking Alexandria         |
| 2020 | Like A House On Fire      |
| 2023 | Where Do We Go from Here? |

Міні-альбоми
| Рік  | Назва                        | Лейбл    |
| ---- | ---------------------------- | -------- |
| 2010 | Life Gone Wild               | Sumerian |
| 2007 | The Irony of Your Perfection |          |

Альбоми реміксів
| Рік  | Назва                    | Лейбл    |
| ---- | ------------------------ | -------- |
| 2011 | Stepped Up And Scratched | Sumerian |

### Сингли
| 2009 — «The Final Episode (Let's Change the Channel)» |
| ----------------------------------------------------- |
|                                                       |

| 2010 — «Right Now (Na Na Na)» |
| ----------------------------- |
|                               |

| 2011 — «Morte et Dabo» |
| ---------------------- |
|                        |

| 2012 — «Run Free» |
| ----------------- |
|                   |

| Попередній | «Run Free» (2012) |

|  | Наступний |

| Попередній | «Run Free» (2012) |

|  | Наступний |

| Попередній | «Run Free» (2012) |

|  | Наступний |

| Попередній | «Run Free» (2012) |

|  | Наступний |

## Музичні відео
- 2009 — Final Episode (Let's Change the Channel)
- 2010 — A Prophecy
- 2010 — If You Can't Ride Two Horses at Once… You Should Get Out of the Circus
- 2011 — To The Stage
- 2011 — Closure
- 2011 — Not The American Average
- 2012 — Through Sin And Self-Destruction
- 2012 — Breathless
- 2013 — The Death Of Me (lyric video)
- 2013 — The Death Of Me (official video)
- 2013 — Run Free
- 2014 — Moving On (official video)
- 2015 — I Won't Give In (official video)
- 2016 — The Black (official video)[29]
- 2016 — Let It Sleep (official video)[30]
- 2017 — Into the Fire (official video)